# هنري غارنت فورست
هنري غارنت فورست (بالإنجليزية: Henry Garnet Forrest)‏ هو طيار وضابط أسترالي، ولد في 5 ديسمبر 1895 في برونزويك ‏ في أستراليا، وتوفي في 1950 في كولفيلد ‏ في أستراليا.